# Karl Völker
Karl Völker, né le 17 octobre 1889 et mort le 28 décembre 1962, est un architecte et peintre allemand associé au mouvement Nouvelle Objectivité.

## Biographie
Né à Halle en province de Saxe, après un apprentissage de décorateur d'intérieur, il étudie en 1912-1913 à la Dresden School of Arts and Crafts où Richard Guhr est son professeur. En 1924, il rejoint le « Red Group » de Berlin et collabore à la revue Das Wort. Ses premières peintures, telles que Industriebild (Image de l'industrie, 1923) sont de style constructiviste.
Il travaille comme architecte jusqu'en 1933, date à laquelle Hitler prend le pouvoir. Déclaré artiste « dégénéré » par les nazis, il est contraint de subvenir à ses besoins de 1933 à 1943 en effectuant des travaux de conservation architecturale.
Après le service militaire de la Seconde Guerre mondiale, il reprend son activité d'architecte et de peintre.
Il meurt en 1962 à Halle.